# Says

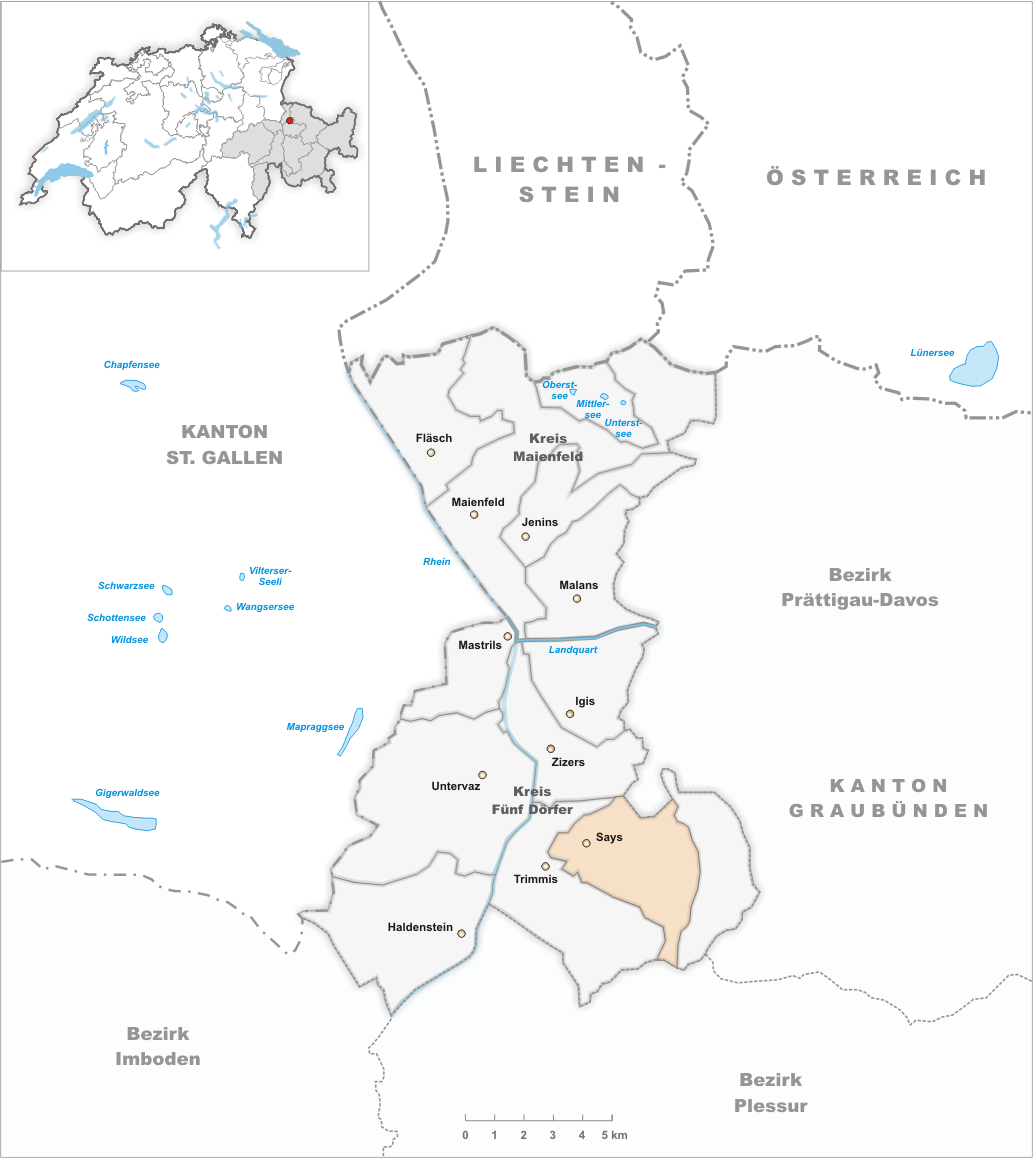
Gemeindestand vor der Fusion am 1. Januar 2008

Says ist eine Ortschaft in der Bündner Gemeinde Trimmis, Schweiz.

## Geographie
Die Ortschaft liegt über dem Churer Rheintal auf Hangterrassen oberhalb von Trimmis. Sie besteht aus den drei Ortsteilen Valtanna (871 m ü. M.), Untersays (944 m ü. M.) und Obersays (1095 m ü. M.) und zahlreichen Maiensässen wie Stams und Einzelgehöften zwischen dem Hagtobel im Norden und dem Valturtobel im Süden. Jenseits einer Bergkette zwischen dem Cyprianspitz (1774 m ü. M.) im Norden und dem Ful Berg (2395 m ü. M., höchster Punkt der ehemaligen Gemeinde) im Süden reichte das Areal mit der Sayser Alp bis ins hintere Valzeinatal; dort bildete auf weiten Strecken der Schranggabach die Ostgrenze. Nachbargemeinden waren Trimmis, Zizers, Valzeina und Calfreisen.
Vom gesamten Gemeindegebiet von 1442 ha sind 748 ha von Wald und Gehölz bedeckt. Bei den 501 ha landwirtschaftlich nutzbarem Boden handelt es sich zu über 80 % um Alpwirtschaften. Vom übrigen früheren Gemeindeareal sind 180 ha unproduktive Fläche – meist Gebirge – und 13 ha Siedlungsfläche.

## Geschichte
Der 1222 als Seians urkundlich erwähnte Ort war wohl bereits im 11. Jahrhundert von Rätoromanen dünn besiedelt. Im 14. Jahrhundert liessen sich ebenso wie im benachbarten Valzeina Walser nieder und die Alemannisierung setzte ein. Im Spätmittelalter gehörte Says als Teil von Trimmis zur bischöflichen Herrschaft Alt-Aspermont. 1532 erfolgte der Auskauf der Vogteirechte, 1649 der Auskauf aller Lasten. Says wurde 1526 reformiert und gehörte zur Pfarrei Felsberg. 1646 schloss es sich dem reformierten Teil von Trimmis an. Seit 1986 besitzt der Ort eine eigene Kirche.
1512 wurden die Alpweiden am Hochwang unter den in konfliktreicher Nachbarschaft lebenden Bewohnern von Says und Trimmis geteilt, 1861 die Waldungen. Bis 1880 gehörte Says zu Trimmis, danach bildete es eine eigenständige Gemeinde im Bezirk Unterlandquart. Es fehlte ihr jedoch an wichtiger Infrastruktur und eine Güterregulierung gab es nicht und es fehlte ihr bis zur Fusion an wichtiger Infrastruktur. Auf den 1. Januar 2008 wurde Says aufgelöst und mit Trimmis wiedervereinigt. 2000 war rund die Hälfte der in Says Erwerbstätigen im Ersten Wirtschaftssektor beschäftigt.

## Wappen
| Wappen von Says | Blasonierung: «In Schwarz erniedrigter silberner Sparren, begleitet von drei zunehmenden (rechtsgewendeten) silbernen Halbmonden»                             |
| Wappen von Says | Der Mond als typisches Wappenbild der Walser verweist auf die Siedlungsgeschichte. Farben der Herren von Aspermont, identisch mit jenen des Gotteshausbundes. |

## Bevölkerung
| Jahr      | 1860 | 1900 | 1950 | 2000 |
| --------- | ---- | ---- | ---- | ---- |
| Einwohner | 205  | 161  | 126  | 153  |

## Wirtschaft und Verkehr
Im 20. Jahrhundert entwickelte sich Says zur Pendlerwohngemeinde. Am Ort selbst dominiert nach wie vor die Land- und Forstwirtschaft, die 27 Personen Arbeit bot. Im gewerblichen Bereich waren 7 Beschäftigte tätig, im Dienstleistungssektor 10 (Stand 2000–2001). Die Gemeinde ist mit der vorwiegend als Rufbus betriebenen Postautolinie Trimmis–Says ans Netz des öffentlichen Verkehrs angeschlossen.

## Sehenswürdigkeiten
Unter Denkmalschutz steht die reformierte Dorfkirche.